# 王府井西街
39°54′47″N 116°24′33″E / 39.9131027°N 116.4090712°E
王府井西街是位于中国北京市东城区中部的一条街。

## 简介
王府井西街为南北走向，南起霞公府街，北到大阮府胡同。2007年5月10日，王府井步行街改造工程正式启动。2007年7月5日，王府井步行街街面改造完工。在王府井步行街改造工程进行的同时，还进行了王府井西街的修筑工作。2007年5月15日，王府井地区的霞公府街、王府井西街、大纱帽胡同、大甜水井胡同的设计方案获得批准，其中王府井西街的规划方案为南起霞公府街，北到大阮府胡同，道路全长420米。王府井西街中段于2007年“十一”之前开通，南起南口袋胡同与大纱帽胡同交汇处，形成了丁字路口，北到大甜水井胡同。